# Nuoto sincronizzato ai Giochi della XXV Olimpiade
Il nuoto sincronizzato alle Olimpiadi estive 1992 è stato caratterizzato da due eventi: solo e a coppie.

## Medaglie
| Solo   | Stati Uniti Kristen Babb Canada Sylvie Fréchette |                                    | Giappone Fumiko Okuno              |
| Coppie | Stati Uniti Karen Josephson Sarah Josephson      | Canada Penny Vilagos Vicky Vilagos | Giappone Fumiko Okuno Aki Takayama |

## Medagliere
| Posizione | Paese       |   |   |   | Totale |
| --------- | ----------- | - | - | - | ------ |
| 1         | Stati Uniti | 2 | 0 | 0 | 2      |
| 2         | Canada      | 1 | 1 | 0 | 2      |
| 3         | Giappone    | 0 | 0 | 2 | 2      |
| Totale    | Totale      | 2 | 1 | 2 | 6      |